# Luiz Gonzaga

Luiz Gonzaga (1957).

Luiz Gonzaga (* 13. Dezember 1912 in Exu, Pernambuco, Brasilien; † 2. August 1989 in Recife) war Sänger, Akkordeonspieler und Komponist. Sein großes Verdienst war, die typische Musik des brasilianischen Nordostens im ganzen Land bekannt zu machen, weshalb er auch als  O Rei do Baião, König des Baião, betitelt wird.

## Leben

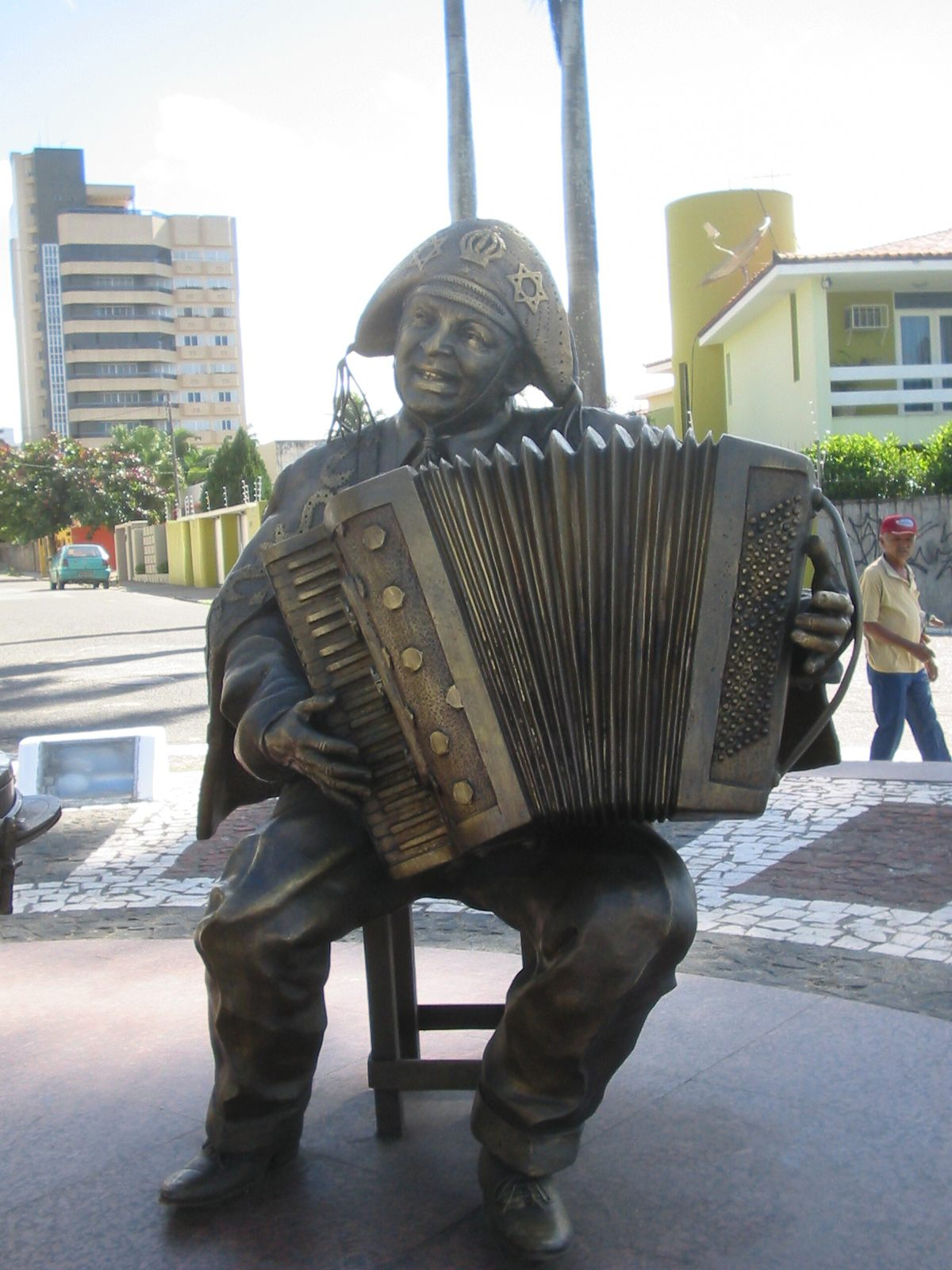
Bronzestatue von Luiz Gonzaga in Campina Grande, Paraíba.

Luiz Gonzaga wuchs als Sohn eines Bauern auf, der die Sanfona zu spielen pflegte. Schon in jungen Jahren brachte er sich bei, das Akkordeon, die Sanfona und die Zabumba (eine Art große Basstrommel) zu spielen, und er sang bei Festen und religiösen Zeremonien. Als er es wagte, sich in eine Tochter aus besseren Kreisen zu verlieben und daraufhin – so erzählte er später – wegen solcher Ungebührlichkeit von seiner eigenen Mutter halbtot geschlagen wurde, verließ er mit seiner Sanfona sein Elternhaus auf Nimmerwiedersehen. Er schlug sich mit Auftritten bei Tanzfesten durch, wo er vor allem den Forró spielte.
1930 trat er in die Armee ein und spielte dort in einer Militär-Band bis 1939. Danach entschied er sich, in Rio de Janeiro zu wohnen und in Bars mit Boleros, Walzern und Tangos seinen Lebensunterhalt zu verdienen. 1941 gewann er mit dem Titel Vira e mexe den ersten Preis bei dem Talentwettbewerb von Ary Barroso. Als er feststellte, dass die Zuwanderer aus dem Nordosten in der Weltstadt Rio ihre heimische Musik vermissten, nahm er deren typischen Stile wie Baião, Xaxado, Chamego und Côco in sein Repertoire auf. Nachdem er diese Marktlücke erkannt hatte, wurde er eingeladen, regelmäßig für Rundfunksendungen aufzutreten. 1943 begann er, bei seinen Auftritten eine typisch nordostbrasilianische Kostümierung zu tragen und wurde so zu einer Kultfigur. 1945 nahm er seine ersten Schallplatten auf: die Mazurka Dança Mariquinha. Bis 1954 arbeitete er beim Radio und setzte Trends, was den Musikstil des Baião betrifft.
Luiz Gonzaga gilt als bekanntester Vertreter des Forró. Nach dem Aufkommen der Bossa Nova wurde seine Musik in den größeren Städten nicht mehr so oft gespielt, aber seine Bekanntheit in ländlichen Gebieten blieb ungebrochen.
In den 1970er und 1980er Jahren spielte er Stücke der bekannten Komponisten Caetano Veloso, Gilberto Gil, Milton Nascimento sowie seines Adoptivsohnes Gonzaguinha. Viele seiner bekannten Erfolgstitel entstanden in der Zusammenarbeit mit Humberto Teixeira.

## Diskografie

### Alben
- 1956 – Aboios e Vaquejadas
- 1957 – O Reino do Baião
- 1958 – Xamego
- 1961 – Luiz "LUA" Gonzaga
- 1962 – Ô Véio Macho
- 1962 – São João na Roça
- 1963 – Pisa no Pilão (Festa do Milho)
- 1964 – A Triste Partida
- 1964 – Sanfona do Povo
- 1965 – Quadrilhas e Marchinhas Juninas
- 1967 – O Sanfoneiro do Povo de Deus
- 1967 – Óia Eu Aqui de Novo
- 1968 – Canaã
- 1968 – São João do Araripe
- 1970 – Sertão 70
- 1971 – O Canto Jovem de Luiz Gonzaga
- 1971 – São João Quente
- 1972 – Aquilo Bom!
- 1972 – Volta pra Curtir (Ao Vivo) (BR: Gold)[2]
- 1973 – A Nova Jerusalém
- 1973 – Sangue de Nordestino
- 1973 – Luiz Gonzaga
- 1974 – Daquele Jeito...
- 1974 – O Fole Roncou
- 1976 – Capim Novo
- 1977 – Chá Cutuba
- 1978 – Dengo Maior
- 1979 – Eu e Meu Pai
- 1979 – Quadrilhas e Marchinhas Juninas, vol. 2 – Vire Que Tem Forró
- 1980 – O Homem da Terra
- 1981 – A Festa
- 1981 – A Vida do Viajante – Gonzagão e Gonzaguinha
- 1982 – Eterno Cantador
- 1983 – 70 Anos de Sanfona e Simpatia
- 1984 – Danado de Bom
- 1984 – Luiz Gonzaga & Fagner (BR: Gold)
- 1985 – Sanfoneiro Macho
- 1986 – Forró de Cabo a Rabo
- 1987 – De Fiá Pavi
- 1988 – Aí Tem
- 1988 – Gonzagão & Fagner 2 – ABC do Sertão
- 1989 – Vou Te Matar de Cheiro
- 1989 – Aquarela Nordestina
- 1989 – Forrobodó Cigano
- 1989 – Luiz Gonzaga e sua Sanfona, vol. 2

### Videoalben
- 2004 – Danado de Bom (BR: Gold)